# 구제융자
구제융자(救濟融資)는 기업의 도산을 구제하기 위해 금융기관이 기업에 돈을 빌려 주는 것이다. 신규로 자금을 융자할 경우, 대금 회수를 일시 연기(채권 행사 보류)하는 경우 따위가 있다.